# Escut de Medinyà
L'escut oficial de Medinyà és el símbol oficial d'aquest municipi i es descriu mitjançant el següent blasonament:
Escut caironat, d'or, una estrella de vuit puntes de gules entre dues faixes de gules, una al cap i l'altra a la punta. Per timbre, una corona de poble.

## Disseny
La composició de l'escut està formada sobre un fons en forma de quadrat recolzat sobre un dels seus vèrtexs, anomenat escut caironat, segons la configuració difosa a Catalunya i d'altres indrets de l'antiga Corona d'Aragó i adoptada per l'administració a les seves especificacions per al disseny oficial dels municipis dels ens locals. L'escut representa, sobre un fons de color groc (or), dues faixes vermelles (gules) col·locades una a la part superior (cap) i l'altra, a la part inferior (punta), i al centre de l'escut, una estrella de vuit puntes de color vermell (gules).
L'escut està acompanyat a la part superior d'un timbre en forma de corona mural, que és l'adoptada pel Departament de Governació d'Administracions Locals de la Generalitat de Catalunya per timbrar genèricament els escuts dels municipis. En aquest cas, es tracta d'una corona mural de poble, que bàsicament és un llenç de muralla groc (or) amb portes i finestres de color negre (tancat de sable), amb quatre torres merletades, de les quals se'n veuen tres.

## Història
L'Ajuntament va acordar en ple iniciar l'expedient d'adopció de l'escut el dia 9 de juny de 2016. Després dels tràmits reglamentaris, l'escut va ser aprovat el 19 de setembre del 2017 i publicat al DOGC número 7.463, el 28 de setembre del mateix any. Sota els efectes de l'aplicació de l'article 155 de la CE, que anul·lava la creació del municipi de Medinyà per part de la Generalitat de Catalunya el 2015, l'escut de Medinyà va quedar sense efecte el 18 d'abril de 2018.
L'estrella de vuit puntes i les dues faixes representen la família Medinyà, que posseïa el castell del municipi.